# Nathalie Tauziat
Nathalie Tauziat, född 17 oktober 1967, är en fransk tidigare professionell tennisspelare född i Centralafrikanska republiken.

## Tenniskarriären
Nathalie Tauziat blev professionell tennisspelare 1984 och spelade på WTA-touren fram till våren 2003. De allra sista säsongerna spelade hon enbart dubbel. Tauziat vann under perioden 1987-2001 10 singel- och 28 dubbeltitlar. Hon rankades som bäst på tredje plats i både singel och dubbel. Hennes spelstil kännetecknades framför allt av attackerande serve-volley. Hon vann i prispengar totalt 6,650,093 US dollar. 
Tauziats främsta merit som singelspelare är en finalplats i Wimbledonmästerskapen 1998. Hon mötte i finalen tjeckiskan Jana Novotná som vann med siffrorna 6-4 7-6. Trots sina stora framgångar som dubbelspelare lyckades Tauziat heller aldrig vinna någon titel i någon av Grand Slam-turneringarna. Åtta av de 25 dubbeltitlarna hon vann på WTA-touren, vann hon i par med landsmaninnan Alexandra Fusai. 
Hon deltog i det franska Fed Cup-laget 1985-87, 1989-91 och 1993-2001 och var dessutom medlem i de franska olympialagen 1988, 1992 och 1996.

## Turneringssegrar (WTA-touren)
- Singel (åtta titlar)
  - 2001 - Birmingham
  - 2000 - Paris Inomhus
  - 1999 - Moskva, Leipzig
  - 1997 - Birmingham
  - 1995 - Eastbourne
  - 1993 - Québec
  - 1990 - Bayonne

- Dubbel (25)
  - 2001 - Miami (med Arantxa Sánchez Vicario, Los Angeles (med Kimberly Po-Messerli), Leipzig (med Jelena Likhovtseva)
  - 2000 - Eastbourne (med Ai Sugiyama), Kanadensiska öppna (med Martina Hingis), Luxemburg (med Alexandra Fusai)
  - 1999 - Prostejov (med A. Fusai), Tyska öppna (med A. Fusai)
  - 1998 - Linz (med A. Fusai), Strasbourg (med A. Fusai), New Haven (med A. Fusai)
  - 1997 - Linz (med A. Fusai), Chicago (med A. Fusai)
  - 1996 - Leipzig (med Kristie Boogert), Luxemburg (med Boogert)
  - 1995 - Linz (med Meredith McGrath)
  - 1994 - Los Angeles (med Julie Halard), Québec (med Elna Reinach)
  - 1993 - Melbourne Open (med Nicole Provis)
  - 1991 - Bayonne (med Patricia Tarabini)
  - 1990 - Brighton (med Helena Sukova)
  - 1989 - Hamburg (med Isabelle Demongeot)
  - 1988 - Tyska öppna (med Demongeot);
  - 1987 - Paris (inomhus) (med Demongeot), European Indoors (med Demongeot).